# Pedro I de Courtenay

Pedro de Courtenay adotou o brasão da Casa de Courtenay, de sua esposa: "Or; três roundels"

Pedro I de Courtenay foi senhor de Courtenay, Montargis, Châteaurenard, Champignelles, Tanlay, Chantecoq, Charny. Foi o pai do imperador latino Pedro de Courtenay.
Seu pai deu-lhe a dignidade de abade na Igreja de Nantes. Em 1147 acompanhou o seu irmão Luís VII da França e Roberto I de Dreux na Segunda Cruzada, tendo tomado parte em todas as batalhas, inclusive a de Laodiceia e o cerco de Damasco. Entre os cruzados, houve também um Reinaldo de Courtenay, o pai de sua futura esposa.
Enquanto os seus irmãos Henrique de Courtenay, arcebispo de Reims e Roberto I de Dreux se revoltaram contra a autoridade real, do também seu irmão Luís VII de França, ele foi o único a permanecer fiel.
Ele tomou a cruz novamente em 1179 com o conde Henrique I de Champanhe e Filipe de Dreux, bispo de Beauvais, seu sobrinho, e foi para a Terra Santa, onde veio a falecer.

## Relações familiares
Foi filho de rei Luís VI, o Gordo da França e de Adelaide de Saboia.
Casou com Isabel de Courtenay, filha de Reinaldo de Courtenay (m. 1194) e de Elisabete de Donjon de quem teve:
1. Alice de Courtenay (1160-1218) casada com Aimar III de Angoulême, senhor de Angoulême, Juntos foram pais da Rainha de Inglaterra Isabel de Angoulême.
2. Pedro II de Courtenay, Imperador de Constantinopla (1165 — 1217) casou por duas vezes, a 1ª com Inês de Nevers, condessa de Nevers, e a segunda com Iolanda de Hainaut, senhora de Hainaut.
3. Felipe de Courtenay (1153 - 1186)
4. Eustácia de Courtenay (1162-1235), casada com Guilherme de Brienne.
5. Clemência de Courtenay (1164-?) casada com Guy V de Thiers, senhor de Thiers.
6. Roberto de Courtenay 81166-1239) Senhor de Champignelles.
7. Guilherme de Courtenay (1168-1248), Senhor de Tanlay.
8. Isabel de Courtenay (1169-?).
9. Constança de Courtenay (1170-1231).